# Rathaus Prausnitz

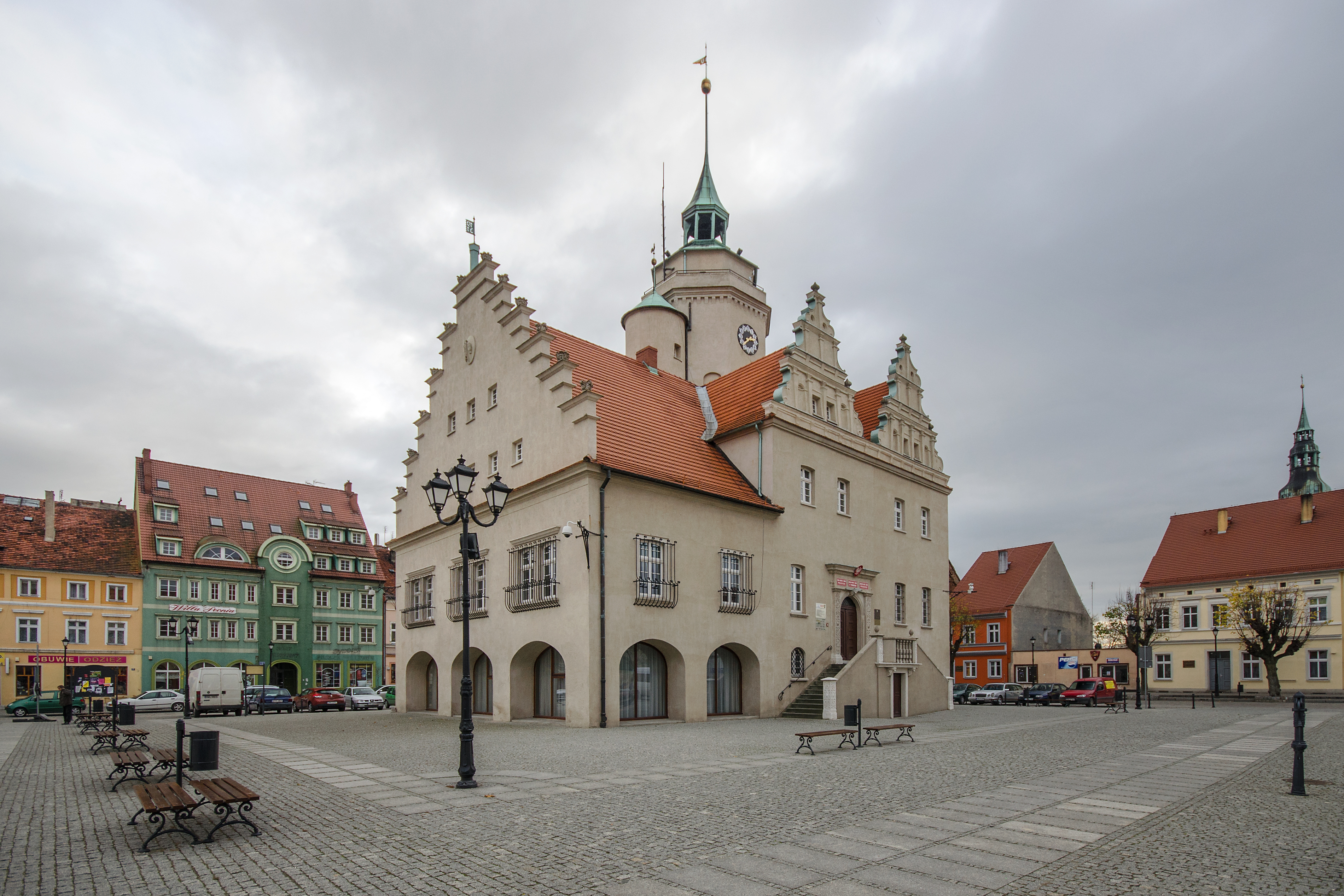
Rathaus Prausnitz

Das Rathaus Prausnitz (polnisch Ratusz w Prusicach) ist ein historischer Bau in Prusice (Prausnitz) im Powiat Trzebnicki (Trebnitz) der Woiwodschaft Niederschlesien in Polen. Er ist zugleich Sitz der Stadt- und Landgemeinde Prusice.

## Geschichte
Im Jahr 1512 wurde vermutlich der Unterbau des massiven Turms errichtet. Nach einem Brand 1529 wurde der Turm im Stil der Spätrenaissance wiedererrichtet, wobei die von Voluten begrenzten Giebel mit Sgraffiti geschmückt wurden. Nach dem Ersten Schlesischen Krieg 1742, mit dem der größte Teil Schlesiens an Preußen fiel, wurde im Norden ein evangelisches Bethaus errichtet, das 1921 abgerissen wurde. An dessen Stelle wurde das Rathaus um einen Flügel mit Lauben erweitert, die 1982 zugemauert wurden. Die Renovierungsjahre des Baus (1722, 1892, 1931, 1960), sind an der Seitenfront des Gebäudes vermerkt.

## Baubestand
Die Westfassade stammt noch aus der Renaissance. Sie wird von zierlichen, stark gegliederten Giebeln und dem Eingangsportal beherrscht. Strebepfeiler, die den unten viereckigen oben oktogonalen Turm stützen, sind durch Türmchen bekrönt, in welchen sich steinerne Löwen mit Wappenschilden befinden.